# Daisuke Asahi
Daisuke Asahi (朝日 大輔 Asahi Daisuke?, nacido el 26 de julio de 1980 en Hiroshima) es un exfutbolista japonés. Jugaba de centrocampista y su único club fue el Kataller Toyama de Japón.

## Trayectoria

### Clubes
| Club            | País  | Año         |
| --------------- | ----- | ----------- |
| Kataller Toyama | Japón | 2003 - 2015 |

## Estadística de carrera

### J. League
| Club            | Año   | J. League | J. League | Copa J. League | Copa J. League | Total | Total |
| Club            | Año   | Part.     | Goles     | Part.          | Goles          | Part. | Goles |
| --------------- | ----- | --------- | --------- | -------------- | -------------- | ----- | ----- |
| Kataller Toyama | 2009  | 43        | 8         | -              | -              | 43    | 8     |
| Kataller Toyama | 2010  | 36        | 7         | -              | -              | 36    | 7     |
| Kataller Toyama | 2011  | 38        | 6         | -              | -              | 38    | 6     |
| Kataller Toyama | 2012  | 15        | 2         | -              | -              | 15    | 2     |
| Kataller Toyama | 2013  | 27        | 2         | -              | -              | 27    | 2     |
| Kataller Toyama | 2014  | 14        | 1         | -              | -              | 14    | 1     |
| Kataller Toyama | 2015  | 23        | 0         | -              | -              | 23    | 0     |
| Total           | Total | 196       | 26        | 0              | 0              | 196   | 26    |